# Ernst Jacobus van Jaarsveld
Pour les articles homonymes, voir Van Jaarsveld.
Ernst Jacobus van Jaarsveld, né en 1953, est un botaniste sud-africain.

## Publications
- Gasterias of South Africa : a new revision of a major succulent group, Fernwood Press, 1994
- Succulents of South Africa : a guide to the regional diversity, Cape Town, Tafelberg, 2000
- Cotyledon and Tylecodon, Hatfield, South Africa, Umdaus Press, 2004.
- Aizoaceae, Ulmer, Stuttgart 2004
- The Southern African Plectranthus: And the Art of Turning Shade to Glade, Fernwood Press, 2007